# Aeromarine AS
L'Aeromarine AS est un hydravion biplace de chasse et de reconnaissance expérimental américain.
C’est un classique biplan biplace en tandem à flotteurs dont trois prototypes furent testés sans grand succès par l’US Navy au début des années 1920. Les trois appareils reçurent le même moteur Wright-Hispano E de 300 chevaux, mais on distingue deux modèles :
- AS-1 : un prototype [A5612] dont la dérive se trouvait sous le stabilisateur posé au sommet de la partie arrière du fuselage.

- AS-2 : deux prototypes [A5613/4] à empennage cruciforme et large radiateur frontal.